# Dansk Natur
Dansk Natur er en film dokumentarfilm produceret af Nordisk Films Kompagni og instrueret af Wilhelm Stæhr.

## Handling
Afgang fra Vejle Station, toget kører langs Vejle Fjord. Stendysse, vandmølle og landskab med bakker og søer. Endnu en vandmølle og en dæmning.